# Cruzada do Romenismo
A Cruzada do Romenismo (em romeno: Cruciada Românismului, também conhecido como Vulturii Albi, "Águias Brancas", Steliști, "Stelistas", ou Cruciați, "Cruzados") foi um movimento revolucionário eclético na Romênia. Fundado no final de 1934 por Mihai Stelescu, originou-se como uma facção dissidente da Guarda de Ferro, o principal movimento fascista da Romênia, e criticava violentamente o líder da Guarda, Corneliu Zelea Codreanu. Stelescu, que serviu como um dos oradores e organizadores paramilitares da Guarda, reinterpretou a ideologia nacionalista através das lentes do anticapitalismo e do antissemitismo "humano"; também se apropriando de algumas ideias do comunismo e do fascismo clássico (italiano), seus seguidores eram às vezes descritos como strasseristas da Romênia. A Cruzada foi brevemente, mas centralmente, associada a Panait Istrati, romancista de renome mundial e comunista dissidente, que, antes de sua morte no início de 1935, adicionou à mistura de "romeno" alguns elementos do socialismo libertário. Os stelistas ofereciam um simbolismo paramilitar alternativo ao dos codrenistas, que incluía um culto à personalidade em torno de Stelescu e Istrati, bem como um uniforme de camisas vermelho-escuras (carmim) — em oposição às camisas verdes usadas pelos guardistas, que também haviam sido introduzidas por Stelescu durante seu tempo lá. Em termos geopolíticos, eles tinham medo ou eram abertamente hostis ao nazismo.
Os Stelistas, que esboçaram planos para uma revolução não violenta, oscilaram entre uma independência independente e alianças com partidos nacionalistas mais prestigiosos. Em sua busca inicial por ganhos eleitorais, eles gravitaram principalmente em torno do Partido Popular. No final de 1935, o grupo passou por seu próprio cisma, depois que Constantin Karadja, seu suposto financiador, estabeleceu uma "Frente Nacional" dissidente; mais tarde, ele retornou como conselheiro pessoal de Stelescu. A Cruzada em si era um grupo menor, cuja decisão de acertar contas publicamente com a Guarda de Ferro provou ser fatal. Em junho de 1936, Stelescu foi assassinado por um esquadrão da morte da Guarda de Ferro, e seu grupo sobreviveu por menos de um ano. O general Nicolae Rădescu assumiu como líder, formal ou informalmente, mas sua gestão foi rejeitada por membros do partido como o jornalista Alexandru Talex e o poeta Vladimir Cavarnali, ambos os quais renunciaram em setembro de 1936. Karadja foi brevemente o presidente da Cruzada, mas saiu em março de 1937 para ser substituído por Gheorghe Beleuță, que foi o último líder conhecido do movimento.
Antes de 1938, Karadja ainda tentou restabelecer a Cruzada; tais tentativas foram interrompidas pelo Rei Carlos II, que proibiu todos os partidos políticos e os substituiu por uma Frente Nacional do Renascimento, que, no início de 1939, induziu antigos cruzados como Talex, Beleuță, Karadja e Sergiu Lecca. Durante a Segunda Guerra Mundial, Rădescu e Lecca eram oponentes de direita da ditadura militar estabelecida por Ion Antonescu, enquanto Karadja construiu um perfil internacional como um salvador de judeus do Holocausto. Assumindo o cargo de primeiro-ministro da Romênia após o golpe anti-Antonescu de agosto de 1944, Rădescu se desentendeu com o Partido Comunista, que derrubou seu governo e o empurrou para o exílio. O regime comunista emergente perseguiu os cruzados conhecidos, que ainda eram uma facção no movimento de resistência clandestina, onde também travaram antigos conflitos com a Guarda de Ferro. Talex foi poupado desse tratamento e autorizado a trabalhar para o regime; na década de 1980, ele gerou controvérsia sobre a Cruzada, negando que Istrati ou os Stelistas como um todo fossem fascistas.

## História

### Início
Originalmente chamada de "As Águias Brancas",  a Cruzada surgiu no início de 1935, como um grupo dissidente da Guarda de Ferro. O rompimento de Stelescu com Codreanu foi repentino e público. Em 1932, Stelescu era um político proeminente da Guarda, encarregado de fazer campanhas políticas em Bucareste e o mais jovem membro do Parlamento romeno.  Conforme documentado pelos visitantes Jean e Jérôme Tharaud, Stelescu eclipsou seu chefe político em questões de oratória e competência política.  Como consequência disso, Codreanu começou a atribuir-lhe tarefas arriscadas, implicando-o no assassinato do primeiro-ministro Ion G. Duca (pelo qual Stelescu cumpriu pena de prisão).  É também provável que Stelescu tenha ficado furioso com a recusa de Codreanu em enfrentar o establishment político de frente: em 1934, a Guarda mantinha um perfil discreto, contentando-se em criticar moderadamente o autoritário Rei Carlos II.  Em abril daquele ano, logo após a acusação de Victor Precup (que tentou assassinar Carlos), o próprio Stelescu juntou-se publicamente ao movimento legalista: liderou três colunas de estudantes que prestaram homenagem pessoal ao rei do lado de fora do Palácio Real, em Bucareste. 

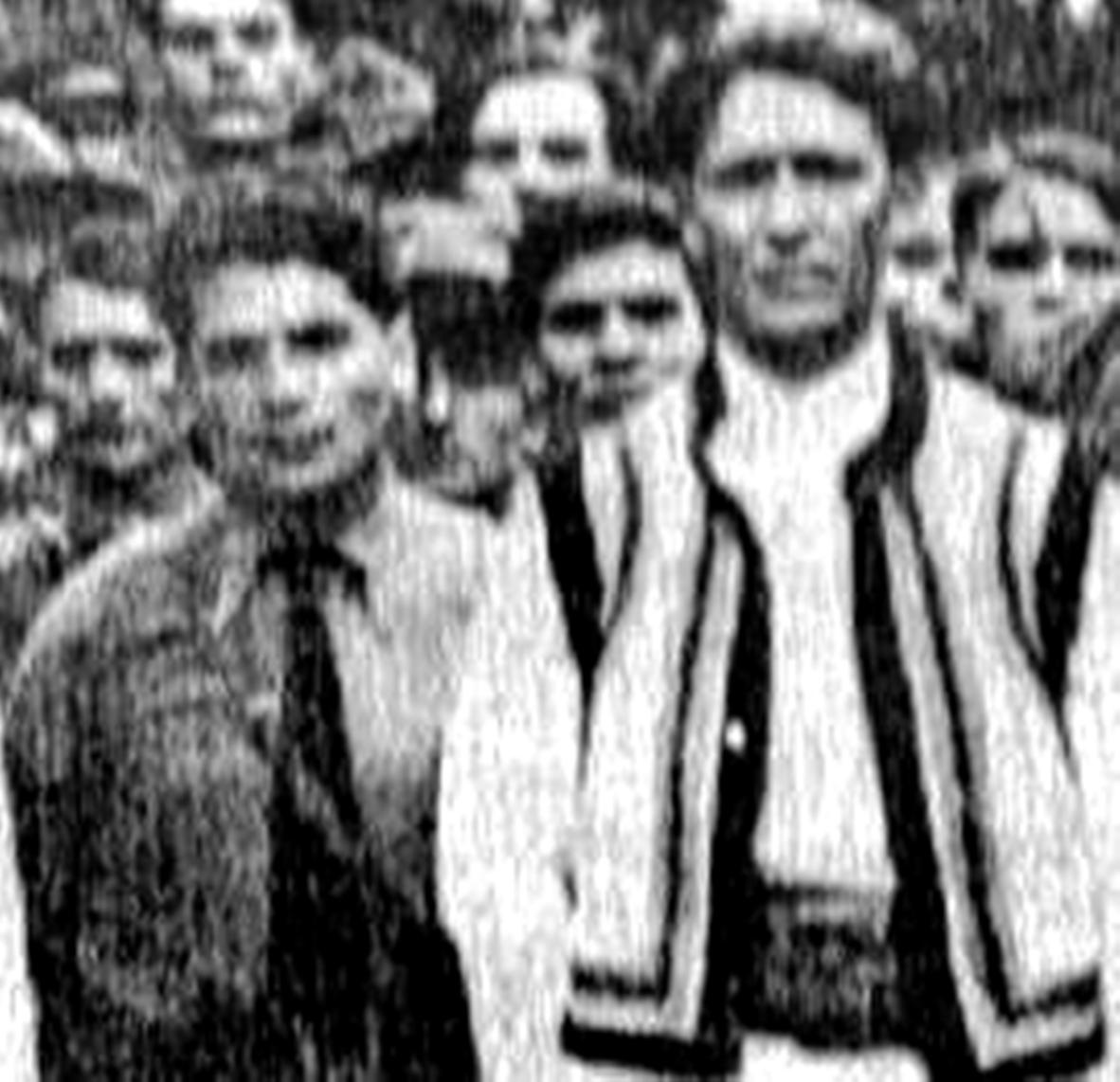
Reunião da Guarda de Ferro, 1933. Codreanu está na primeira fila, à direita, com Stelescu ao seu lado

Quando, em setembro de 1934, Stelescu tornou públicas suas primeiras denúncias das táticas codrenistas, ele foi imediatamente excluído da Guarda. A decisão continha uma ressalva vaga: Stelescu poderia ser recebido de volta na Guarda, desde que realizasse um ato excepcional de auto-sacrifício.  De acordo com a mitologia codrenista posterior, Stelescu havia de fato sido exposto como o suposto assassino de Codreanu.  Por seu lado, Stelescu alegou que, ao insinuar a reconciliação, Codreanu o incitou discretamente a envenenar outro adversário da Guarda de Ferro: o Ministro dos Negócios Estrangeiros Nicolae Titulescu. 
Stelescu saiu juntamente com alguns outros activistas de alto escalão do movimento de Codreanu, que o ajudaram a estabelecer o partido "Águias Brancas" e possivelmente convenceram todas as secções juvenis da Guarda em Bucareste a juntarem-se a eles.  Como ele afirmou em 1936: "tudo o que há de 'real' na Guarda é o que eu coloquei nela, e será meu para sempre. Nunca entrei para a Guarda como indivíduo. Entrei junto com todo o meu movimento, que ainda existe."  O historiador Franklin Lewis Ford considera o cisma importante, argumentando que Stelescu efetivamente assumiu o controle da rede "Cross Brotherhood", que ele ajudou a recrutar para a Guarda no final da década de 1920.  Citando o suposto elitismo da Guarda (e em particular a associação de Codreanu com "aqueles de sangue azul, pessoas de origem [étnica] duvidosa"),  Stelescu esperava contar com o apoio de guardas mais populistas, incluindo Ion Moța e Gheorghe Clime.  Segundo consta, o grupo dissidente logo encontrou apoio entre figuras do regime Carol, que o financiaram como forma de desviar o apoio da Guarda. 
A Cruzada formalizou sua existência em 22 de novembro de 1934, que era comemorado anualmente por seus seguidores como o dia do "Trabalho, Honestidade e Verdade".  O historiador literário Mircea Iorgulescu observa: "os 'Cruzados' aderiram a um protocolo semelhante ao dos Guardistas — sinais distintivos, reuniões realizadas em uma atmosfera de misticismo e clandestinidade, um culto à personalidade em torno de seu 'chefe', peregrinações, anexação e usurpação de símbolos, sob cujo disfarce eles moldaram suas próprias atitudes e orientações. [...] O novo movimento tinha dois objetivos principais [...]: 1) a unificação da direita nacionalista e antissemita; 2) a eliminação de Corneliu Zelea Codreanu."  Também em 22 de novembro,   Stelescu fundou seu jornal semanal homônimo, Cruciada Românismului, com Alexandru Talex como editor e ele mesmo como diretor. Talex, que era politicamente independente, foi colega de universidade de Stelescu. Ele ficou comovido com a marginalização de Stelescu, mas, como ele mesmo recordou numa entrevista posterior, pessoalmente não gostava dele.  Talex e Stelescu teriam recebido fundos do príncipe Constantin Karadja,   que serviu como vice-presidente nacional da Cruzada.  Sua casa, na Calea Victoriei 142,  também foi a sede da Cruzada. 
Outros homens envolvidos com o jornal e o movimento de Stelescu foram o pintor exilado Alexis Macedonski,  ao lado dos jornalistas Sergiu Lecca, Dem. Bassarabeanu  e Mircea Mateescu.  A eles se juntaram um cartunista, Gall,  e, ocasionalmente, o aspirante a poeta Constantin Virgil Gheorghiu.  Outro poeta, Vladimir Cavarnali, presidiu as seções da Cruzada no sul da Bessarábia.  A loja da Cruzada em Brăila era chefiada por Alexandru Ceapraz e tinha o pintor Nicolae Hornetz entre seus membros;  o engenheiro Oscar Stoenescu era o líder da Cruzada em Galați e o secretário-geral em nível nacional.  Mais famosa, Cruciada Românismului artigos hospedados por Panait Istrati. Ele era uma celebridade literária e um socialista de longa data, cuja denúncia pública da União Soviética gerou uma controvérsia internacional. Ainda não está claro se Istrati alguma vez esteve formalmente filiada à Cruzada como um partido político - embora alguns autores sugiram isso. 

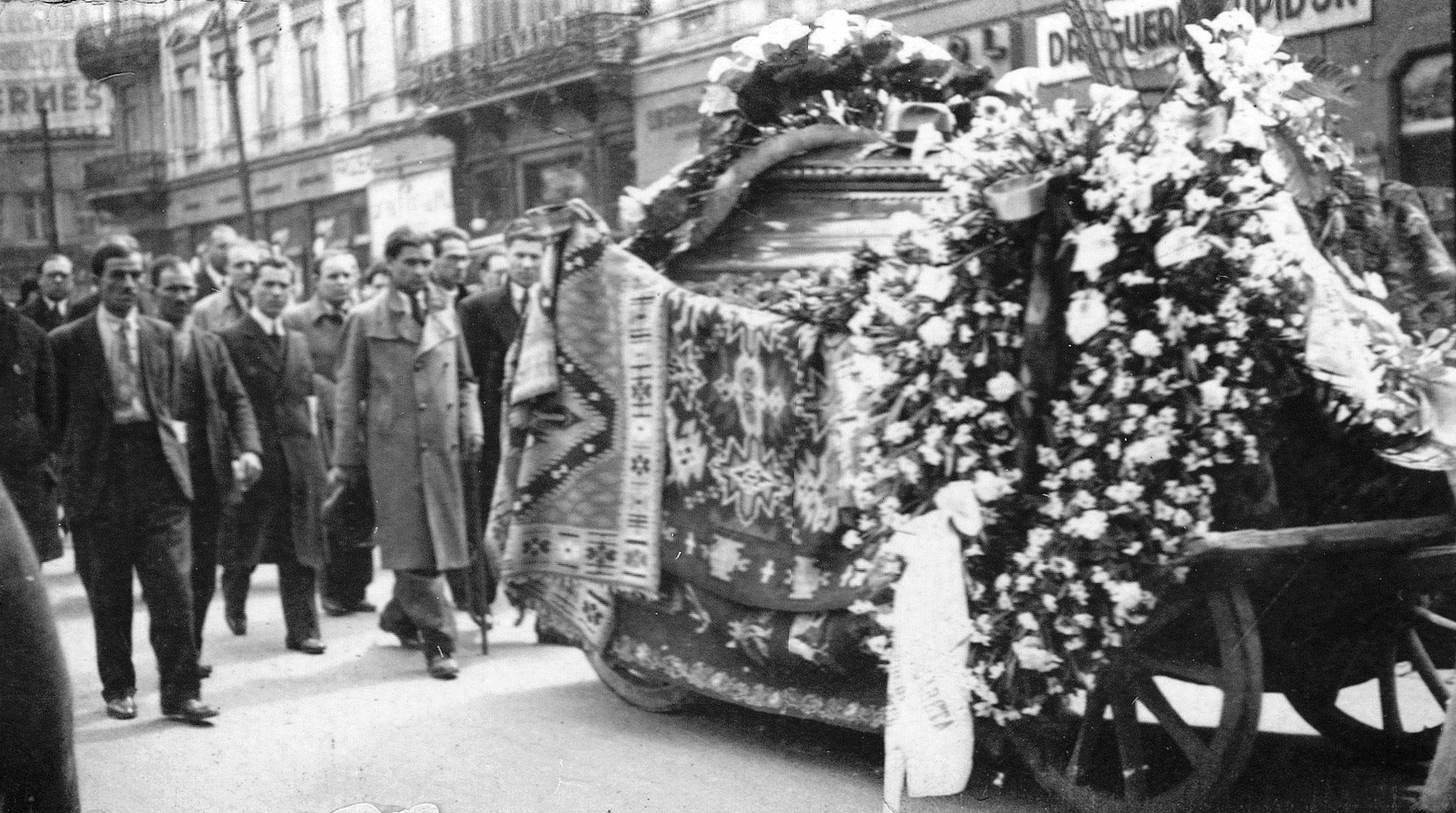
Stelescu e outros membros da Cruzada no funeral de Panait Istrati, abril de 1935

Numa altura em que Stelescu e Istrati já estavam mortos, Talex afirmou que os três tinham formado um pacto de irmandade de sangue em dezembro de 1934.  Em abril de 1935, Istrati morreu de tuberculose em Bucareste. Ele não conseguiu sustentar-se durante os seus últimos meses e dependia de esmolas do governo - um apaziguamento que foi muito ridicularizado pela extrema-esquerda.  Um jornal trotskista independente, Proletarul, afirmou que os Stelistas supervisionaram a cerimônia fúnebre de Istrati, afastando seus amigos esquerdistas.  Em meados de 1935, um grupo de cruzados, subordinados a Talex e à viúva de Istrati, Margareta, apareceu em Baldovinești, onde a mãe de Istrati foi enterrada. Eles tentaram exumar o corpo para novo enterro em Bucareste, mas foram impedidos pelos moradores locais enfurecidos (incluindo o tio materno de Istrati). 

### Sob Stelescu
Os Stelists eram intensamente cortejados por outras organizações de extrema direita, com as quais a Guarda competia pelo voto nacionalista. A Cruzada estava especialmente próxima da Liga de Defesa Nacional-Cristã (LANC), da qual a Guarda se tinha separado quase uma década antes, e previa a criação de uma "frente unida" contra a democracia e "a esquerda radical".  Em março de 1935, uma delegação da Cruzada compareceu ao congresso nacional do LANC. O Estado monitorizou tais acordos, que também envolviam a Frente Romena, e informou que a Cruzada estava em processo de fusão com o LANC.  Em abril, o jornal Naționalul Vâlcii apresentou Cruciada Românismului (publicado na Rua Emil Costinescu, 17, Bucareste) como um dos sete principais "jornais nacionalistas romenos", elogiado por promover "a libertação de debaixo do calcanhar daqueles que são estranhos aos nossos parentes, à nossa religião, à nossa raça". 
A fusão com a LANC nunca ocorreu. Em setembro de 1935, o grupo rejeitou as alegações de que estava negociando qualquer aliança e anunciou que havia formado um Centro de Estudos para "trabalhar na plataforma central da Cruzada". Também alegou que a Guarda estava se esforçando para comprar a marca Cruciada Literară, antes usada por uma revista cultural, a fim de "criar confusão", diminuindo assim o impacto do Stelismo.  Também nesse mês, a Cruzada selou um pacto com os liberais de direita "georgistas" e o Bloco Cidadão de Salvação Nacional extremista de Grigore Forțu.   Essa aliança tripla visava o envolvimento na política nacional. Os "georgistas" também formaram um cartel com o Partido Popular (PP), que anteriormente era um dos três partidos mais poderosos da Romênia. A aliança “georgista”-populista, ou “Frente Constitucional”, passou a incluir tanto os stelistas como o Bloco dos Cidadãos.  O escritor Ion Sân-Giorgiu, que liderou o capítulo georgista no condado de Târnava-Mare, tornou pública sua oposição a essa aliança, indignado que Forțu e os stelistas gritaram slogans anti-Carol em sua presença. Ele foi expulso do partido por insubordinação. 
O líder do PP, Alexandru Averescu, estava trabalhando para reunir todo o apoio necessário para levar Carol a lhe entregar o poder. O seu plano saiu pela culatra: por um lado, os Stelistas não apoiaram necessariamente a ideia de um novo governo de Averescu; por outro, os moderados do PP protestaram contra a coabitação de Averescu com grupos fascistas.  Em 14 de novembro de 1935, a Cruzada realizou seu primeiro congresso nacional — notado por Iorgulescu pela elevação de Istrati ao status de culto. Stelescu propôs que uma cadeira fosse deixada vazia, para marcar que "embora ele possa estar morto, ainda o mantemos entre nós".  Também em novembro, Karadja renunciou à sua posição na Cruzada e "cobriu os outdoors da capital com manifestos do seu novo partido. O nome da sua organização é Frente Nacional e exige a consolidação das forças de extrema-direita".  Ele e Stelescu reconciliaram-se algum tempo depois e tiveram consultas diárias no Palácio de Athenee.  No início de 1936, a Frente Constitucional ainda existia, mas o PP tinha-se efectivamente retirado dela. 
Enquanto isso, a Cruzada se preparava para acertar contas com a Guarda de Ferro. No final de 1935, Stelescu, que estava sendo julgado por seu envolvimento anterior na agitação guardista, foi preso por desacato ao tribunal. Enquanto o esperavam no Palácio da Justiça, em 8 de novembro, Karadja e Lecca foram violentamente atacados por "aqueles que veem o Sr. Stelescu como um traidor".  Outra figura importante que entrou em contato com a Cruzada nessa fase foi Gheorghe Beza, um dissidente arromeno da Guarda de Ferro, famoso por seu envolvimento anterior em conspirações políticas.   Ele foi expulso da Guarda em janeiro de 1936, logo após sugerir que Stelescu estava sendo caluniado por Codreanu. 
Alguns meses depois, jovens activos no movimento de Stelescu cooperaram com a Frente Democrática dos Estudantes de Gogu Rădulescu contra um protesto estudantil da Guarda de Ferro, que ajudaram a cancelar.  A imprensa dos cruzados publicou relatórios detalhados sobre os contatos entre Codreanu e o Rei Carol, observando que a Guarda desfrutava de publicidade gratuita "na imprensa oficial e semioficial", e até mesmo que o dinheiro do governo estava sendo gasto na fabricação de insígnias da Guarda.  Stelescu revelou os "pequenos, mas eficazes truques do seu rival, que ele usava para recrutar camponeses crédulos", e afirmou que, como parte do seu compromisso anterior com a Guarda, ele teve que falar publicamente no lugar de Codreanu, que "não tinha nada a dizer".  Mais perturbador para Codreanu, Stelescu estava publicando informações sobre contatos secretos entre a Guarda e a amante real, Elena Lupescu,  bem como declarações implicando Codreanu no assassinato de Duca  e questionando sua etnia romena.    O jornalista Sándor Cseresnyés inclui este esforço, que também envolveu denúncias de Codreanu pelo antigo Guardista Negrescu, na "campanha de esclarecimento" montada pelos Cruzados, que assim "atingiram o mito da extrema-direita nas suas raízes".  Tanto Stelescu como Beza visitaram Armand Călinescu, o Ministro do Interior, fornecendo-lhe um registo completo da política da Guarda sobre assassinatos. 
No início de 1936, o promotor Alexandru Procop Dumitrescu ordenou uma nova investigação do assassinato de Duca, examinando Ceapraz e Beza como testemunhas.  O próprio Stelescu já esperava ser assassinado pelos codrenistas e repetidamente provocava os seus adversários, instruindo-os a atirar-lhe, mas "não pelas costas".  Cseresnyés, que conheceu Stelescu em abril de 1936, pouco antes da comemoração de Istrati pela Cruzada, observa que: "Ele estava cheio de energia e listou muitas coisas para fazer". Ao discutir a morte de Istrati, no entanto, Stelescu supostamente confidenciou, para descrença de seus pares: "Sinto claramente, como hoje, que minha morte não está longe".  Outra testemunha ocular, Ion Ionescu-Căpățână, o cita dizendo: "Nossos inimigos são muitos. Perigos espreitam em todos os lugares. Istrati nos deixou e é certo que o seguirei em nenhum momento".  Ele "era constantemente vigiado por seus seguidores [e] continuava dizendo à esposa que mais cedo ou mais tarde ele seria morto, mas que queria continuar lutando o máximo que pudesse".  Também naquela época, Stelescu discutiu política em uma entrevista ao jornal Raza . Questionado sobre o motivo de ter formado um grupo dissidente, ele citou a "incompetência política e a ignorância generalizada" de Codreanu, bem como o "extremismo sanguinário" da Guarda. Ele refletiu que, como “não faço concessões e sei demais”, ele próprio estava destinado à liquidação.  Em maio, foram emitidas ordens para prendê-lo e Codreanu por outro caso de desacato ao tribunal. Nessa ocasião, cinquenta filiados da Cruzada assinaram uma carta aberta, observando que a Guarda havia dado uma ordem para matar Stelescu e que ele precisava de proteção policial. 

### Assassinato de Stelescu e suas consequências

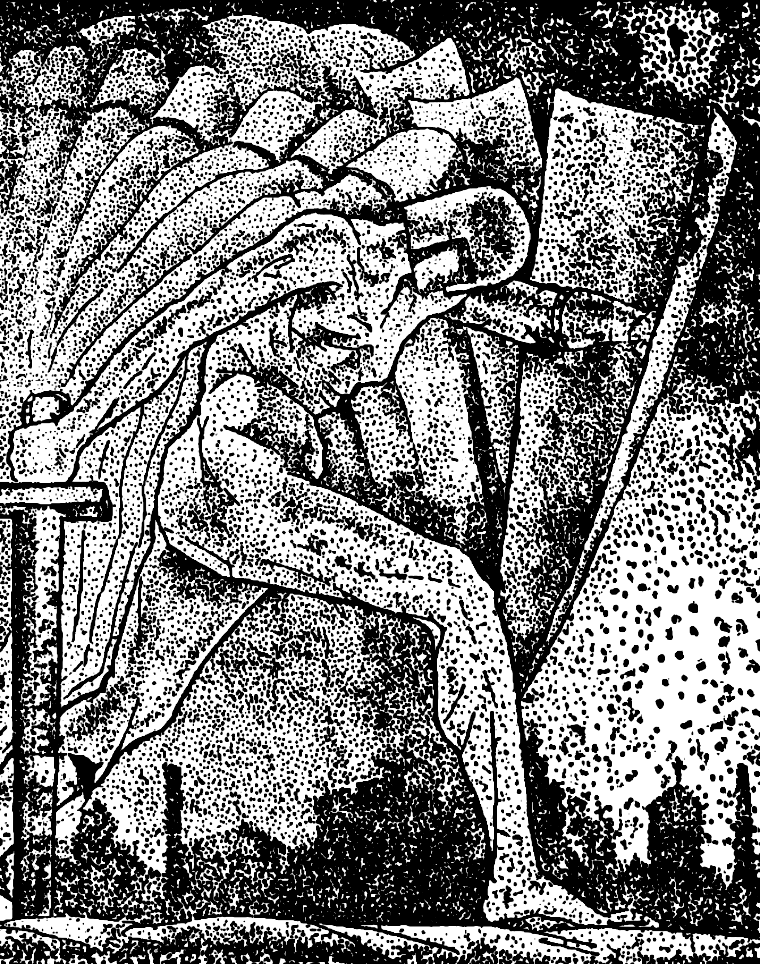
Ilustração de propaganda dos Cruzados, novembro de 1936

Um esquadrão da morte Decemviri, composto por dez estudantes de Teologia,  recebeu formalmente a bênção de Codreanu no Congresso da Guarda de Ferro em Târgu Mureș algumas semanas antes.    Em 1º de maio, o jornal Iron Guard Cuvântul Argeșului anunciou que Stelescu havia sido processado por Octav Stetin, que editava uma revista também conhecida como Cruciada . Previu: "[Stetin] certamente conseguirá desmascarar e castigar aquele intelectual idiota, que mais tarde receberá integralmente o seu outro castigo: aquele que lhe é devido pela sua traição."  Ao regressar a Brăila a 6 de Junho, Ceapraz foi atacado e gravemente ferido por dois membros da Guarda.  No dia 21 de junho, em Sibiu, Cruciada Românismului O correspondente Gheorghe Scovarză foi esfaqueado na cabeça. Encontrado em uma poça de sangue, ele foi levado ao hospital em estado crítico. 
Em 14 de julho de 1936, o esquadrão da morte fez seu primeiro movimento em direção a Stelescu, emboscando-o quando ele chegava para uma de suas reuniões com Karadja. Ele foi capaz de persegui-los com a pistola carregada que agora sempre carregava consigo.  Mais tarde naquele mês, Stelescu estava se recuperando no Hospital Brâncovenesc, onde havia passado por uma apendicectomia de emergência. Aproveitando a oportunidade, os Decemviri invadiram o prédio do hospital e atiraram em Stelescu até a morte. Este assassinato deixou uma marca duradoura na memória pública devido à sua natureza ritualística: o corpo de Stelescu não foi apenas crivado de balas, mas também espancado ou cortado em pedaços.    Foi condenado por Nichifor Crainic, até então propagandista da Guarda, que publicou uma repreensão em seu jornal Calendarul .  Supostamente intimidado pela Guarda, o primeiro-ministro Gheorghe Tătărescu ordenou que o enterro de Stelescu no Cemitério de Bellu ocorresse com relativa pressa e segredo; apesar de tais esforços, "cerca de cem membros da Cruzada do Romeno apareceram no cemitério e juraram vingança".  As orações fúnebres foram proferidas por Talex e um delegado dos trabalhadores, Iorgu Manu; a canção do partido, Imnul cruciat, foi tocada enquanto o caixão era baixado ao solo. 
O movimento órfão ainda contava entre seus membros algumas figuras relevantes da política romena. Nicolae Rădescu, um general das Forças Terrestres Romenas, era um afiliado e, de acordo com algumas fontes, tornou-se o líder da Cruzada após o assassinato de Stelescu.  O assassinato também trouxe um novo recruta, o advogado Emil George Caliga, que assumiu a missão de processar os líderes da Guarda pelo seu papel na "monstruosidade".  Uma reunião especial foi convocada em 23 de julho de 1936, com Caliga, Talex, Stoenescu e PV Huică entre os palestrantes das classes intelectuais, e Gheorghe Tănase como representante proletário. A Cruzada apelou a Rădescu para assumir a "presidência do comité executivo",  ou "assumir a liderança desta organização política".  Em qualquer caso, ele foi o decisor e provavelmente contribuiu para o financiamento do movimento,  ao mesmo tempo que publicava esporadicamente artigos de opinião anticomunistas e anti-guardistas na Cruciada Românismului, até outubro de 1936. 
Registrado no PP de Averescu, Rădescu era um inimigo declarado do establishment político. Em 1933, ao apresentar a sua demissão do exército, acusou os “políticos aproveitadores” e a "camarilha" do rei de comercializarem a vida militar.  Em março de 1936, ele era chefe da Frente Constitucional no Condado de Arad e a representou em eleições antecipadas para uma cadeira na Assembleia.  Ao relatar a notícia de que havia sido convidado a assumir a Cruzada, o jornal Opinia especulou que os Stelistas eram uma fachada para o PP.  Em agosto de 1936, Rădescu leu um panfleto escrito por Ion Moța em nome da Guarda. Ele identificou-a como uma ameaça direta dirigida a si próprio e a Averescu; respondeu ridicularizando Codreanu e observando que a Roménia estava a aproximar-se de condições semelhantes à Guerra Civil Espanhola. 
Na época da ascensão de Rădescu, alguns seguidores da Cruzada também estavam recorrendo a métodos ilegais de financiamento: em agosto, a polícia deteve quatro membros da Cruzada que se faziam passar por ativistas do FDS, apoiado pelo clandestino Partido Comunista Romeno. Eles alegadamente usaram esta cobertura para recolher fundos de trabalhadores simpatizantes da esquerda.  No seu jornal ilegal, Scînteia, os comunistas alegaram que o assassinato de Stelescu tinha sido planeado por Tătărescu, que tinha recebido ordens do próprio Codreanu.  Afirmações semelhantes foram divulgadas pela Danubian Review, que afirmou que a conspiração de Târgu Mureș havia sido "convocada às custas e com a ajuda do Estado". A mesma revista alegou, ao contrário, que a Guarda pretendia alertar Tătărescu para não honrar sua promessa de "suprimir os movimentos da direita". 
No dia de São Miguel (8 de novembro de 1936), os cruzados se reuniram para comemorar Stelescu em Bellu; eles também estabeleceram uma nova loja política no Setor Azul de Bucareste.  Outra reunião desse tipo foi realizada em 22 de novembro, no segundo aniversário do partido, com visitas à Calea Victoriei 142 e ao túmulo de Bellu; eles prestaram homenagem aos lençóis manchados de sangue e à máscara mortuária de Stelescu. Karadja, como chefe das cerimónias, pediu às "centenas de cruzados" presentes que fizessem uma promessa de que honrariam o legado de Stelescu; a sua mensagem foi apoiada por Vasile C. Dumitrescu, como secretário-geral da Cruzada.  Outros oradores incluíram Manu, que liderava uma delegação de trabalhadores de Bucareste, Huică, como líder do ramo da Cruzada em Oltenia, Grigore C. Gonza, que falou pela população cruzada na Transilvânia, o "Cruzado Jod", que presidiu as seções na Moldávia Ocidental, e um líder das "Irmandades da Cruz", Eugen Silvestru.  Os ataques da Guarda continuaram a um ritmo constante, embora, no seu discurso de 23 de Julho, Talex tenha exigido que os cruzados se abstivessem de responder violentamente à violência dos Guardistas.  Stoenescu foi deixado para morrer depois que vários guardiões tentaram linchá-lo em Galați em setembro de 1936;  em janeiro de 1937, o afiliado Dumitru Ceapraz foi ferido por agressores guardistas na rua Berthelot, em Bucareste.  No mês seguinte, Codreanu organizou um comício em Bucareste, como parte da cerimônia fúnebre de Moța–Marin. Ele e seus seguidores teriam sido vaiados ao passarem em frente aos escritórios da Cruzada na Calea Victoriei.  Outros membros da Cruzada foram ainda prejudicados pelos ataques Codrenistas e, dentro da Guarda de Ferro, o "Stelismo" tornou-se um crime punível com a morte.  No entanto, Codreanu temia retaliações e cercou-se de guarda-costas. 

### Desaparecimento e sucessão

Logotipo usado pelo círculo Adonis em 1940-1941

O jornal Cruciada Românismului esteve em circulação até 16 de maio de 1937, época em que alguns membros do movimento já haviam abraçado outras causas. Talex anunciou sua renúncia em setembro de 1936, citando "divergências ideológicas" com a nova liderança. Seu exemplo foi seguido de perto por uma debandada de outros treze membros de alto escalão, incluindo Cavarnali, Manu, Constantin Barcaroiu e Virgil Treboniu, bem como o editor do Cruciada Românismului, Paul Bărbulescu. No final de outubro de 1936, o jornal estava sendo editado na casa de Karadja por Alexandru Mocanu, com o próprio Karadja como editor de assuntos internacionais e Lecca como analista de política nacional. O Cruciada Românismului também foi brevemente administrado por Ion Aurel Manolescu, que renunciou por motivos de saúde em dezembro de 1936. Seus colegas Estelistas relataram que, em 18 de outubro, ele havia sido atacado por "seis bestas guardistas", que o agrediram com um saco de areia e uma barra de ferro. Desempregado em janeiro de 1937, Scovarză tentou se envenenar com uma mistura de Lysol e cocaína, sendo internado no hospital público de Sibiu. Também afastando-se da Cruzada, Lecca passou a intermediar contatos entre o Partido Nacional Camponês (PNȚ) e células comunistas. Beza acabou sendo aceito no PNȚ, fundando os Guardas Camponeses antifascistas como sua seção paramilitar. Em junho de 1937, ele negou rumores de que ele e Codreanu haviam se reconciliado. Em vez disso, Mircea Mateescu retornou à Guarda de Ferro, celebrando sua luta contra "a profunda e massiva escuridão da Sodoma romena".
Em março de 1937, Tătărescu reprimiu todos os movimentos paramilitares, proibindo uniformes políticos, incluindo as camisas verdes da Guarda e as camisas carmim da Cruzada.  Naquela época, Karadja assumiu como líder da Cruzada. Em junho, no auge do julgamento de Decemviri, ele renunciou, sendo substituído por um capitão inválido do Exército, Gheorghe Beleuță;  ex-membro do LANC, ele se opôs a Cuza,  e afirmou ter se envolvido com os Guardistas durante seus primeiros anos.  Ao assumir o poder, anunciou que Karadja havia cortado todos os contactos com a Cruzada e também que Beza nunca tivera "qualquer ligação com a nossa organização".  Antes das eleições gerais de dezembro, Cavarnali juntou-se à Frente Romena rival.  O príncipe Karadja ainda tentou registrar a Cruzada como um partido político, com ele mesmo como presidente;  Beza também ressurgiu, em novembro de 1937, como líder de um "Partido dos Trabalhadores e Camponeses", ao lado do advogado Petre Vulpescu.  O seu pedido de reconhecimento pela Comissão Eleitoral foi rejeitado em janeiro de 1938. 
Pouco depois, o Rei Carlos deu um autogolpe, banindo todos os grupos políticos. Sob este regime, Beleuță publicou artigos no seu próprio jornal, Luptătorul, alegando que Codreanu tinha organizado a morte de todos os seus concorrentes dentro da Guarda, e que ele próprio estava a arriscar a sua vida por discutir abertamente essa questão.  No final de 1938, os partidos foram substituídos por uma Frente Nacional Renascentista abrangente; em janeiro de 1939, recebeu a adesão de bloco de 20 ex-ativistas das Cruzadas, creditados como tal. Estes foram: Barcaroiu, Beleuță, Huică, Karadja, Lecca, Mocanu, Scovarză, Talex, Treboniu, Toma Alexandrescu, Dimitrie Batova, Ion Crăcăoanu, Octav I. Goga, Ion de Hagiu, Alex. Jurăscu, Ion Piperiu, Cezar Popa, Ion Răducanu, Gheorghe Sandulovici e Vasile Toclogeanu.  No início de 1940, Bărbulescu e Treboniu dirigiam um círculo de poesia, Adonis, onde acolheram Tudor Arghezi, Cristian Sârbu, e o aspirante a autor Mihu Dragomir.  Na França ocupada, Ionescu-Căpățână começou a publicar Cruciada Românismului de Istrati artigos, numa edição que removeu todas as suas menções negativas à Alemanha Nazista. 
A Cruzada desapareceu, mas Rădescu permaneceu politicamente ativo na Segunda Guerra Mundial e foi listado como um dos inimigos mais poderosos de Carol.  Ele sobreviveu ao episódio "Nacional Legionário" do governo da Guarda de Ferro, quando foi supostamente marginalizado como um "maçom".  De acordo com um depoimento, o general nunca foi perdoado pela Guarda por ter apoiado Stelescu. Durante o golpe de janeiro de 1941, os esquadrões de assassinos da Guarda de Ferro estavam à procura de Rădescu, que se escondeu.  Beleuță apoiou abertamente o Conducător Ion Antonescu na sua purga dos Guardistas: em Fevereiro, publicou uma mensagem observando que o novo regime tinha ganho "a minha vida e este meu corpo, crivado como está de balas na guerra pela unificação da Nação".  A oitava comemoração da morte de Istrati, em abril de 1943, foi marcada por uma cerimônia organizada por Talex e Manolescu, com contribuições poéticas de Dimitrie Stelaru e participantes como Panait Mușoiu, Aida Vrioni, Ștefan Voitec e Marcel Bibiri Sturia. 
Alguns antigos membros da Cruzada já estavam trabalhando para minar o envolvimento da Romênia com as Potências do Eixo. A partir de 1940, Beza juntou-se à resistência antinazista, reformulando a Guarda Camponesa como um "Movimento Romeno Livre"; julgado por sedição, foi forçado ao exílio.  Quando, sob as ordens de Antonescu, as tropas romenas ocuparam a Transnístria, Rădescu emitiu um protesto formal e passou um ano inteiro no campo de concentração.   No final de 1942, quando planejava desertar para um país aliado, ele começou a trabalhar em rede com a resistência sionista, representada por A.L. Zissu e Jean Cohen, pedindo-lhes que transmitissem suas queixas por meio dele.  Foi estabelecido um canal de cooperação, embora Cohen tenha afirmado mais tarde: "Eu estava ciente das opiniões antissemitas de Rădescu, bem como de que ele não representava nenhuma força política ou aspiração do povo".  Do seu posto diplomático, Karadja estendeu a protecção aos judeus que fugiam do Holocausto e entravam em conflito com a SS.  Enquanto isso, Sergiu Lecca, que era irmão do assessor de Antonescu, Radu Lecca, participou de negociações informais entre a Romênia e os Aliados. 

### Ecos finais
Por fim, o golpe de agosto de 1944 derrubou Antonescu e alinhou a Romênia com os aliados, ao mesmo tempo em que legalizou o Partido Comunista. Uma menção passageira de Alexandru Graur sugere que Talex teve um papel a desempenhar na preparação do golpe, como co-editor do jornal clandestino România Liberă.  Em 9 de outubro, a agora oficial Scînteia apresentou uma retrospectiva dos "crimes da Guarda de Ferro". Neste contexto, referiu-se a Stelescu e seus seguidores como: "Alguns membros da Guarda de Ferro [que] ficaram assustados e buscaram uma saída. Eles detestavam Codreanu e seus crimes."  Embora ainda fosse anticomunista, Rădescu foi levado a altos cargos pela ocupação soviética da Romênia e, a partir de dezembro de 1944, serviu como primeiro-ministro. Ele recusou-se a sancionar o abuso de poder soviético e entrou em conflito com o Partido Comunista, enquanto prosseguia a guerra contra a Alemanha.    Além disso, Rădescu também estava em guerra com o governo fantoche da Guarda de Ferro, que foi criado atrás das linhas inimigas, mas ainda é debatido se ele realmente protegeu ou não os guardas que não desertaram para os alemães. 
A queda do gabinete de Rădescu em fevereiro de 1945 foi um novo passo em direção à comunização da Romênia.   Acusado de criptofascista pelas autoridades comunistas, ele fugiu para Nova York, onde ajudou a formar o Comitê Nacional Romeno (RNC).   Enquanto planejava sua fuga, ele manteve contato com Beleuță e Karadja, que estavam tentando defender as propriedades de Rădescu de serem confiscadas pelos comunistas.  Conforme observado em 1948 por Alan R. McCracken, do Escritório de Operações Especiais, Rădescu recebeu financiamento do industrial Nicolae Malaxa, que havia patrocinado anteriormente a Guarda de Ferro.  Rădescu também foi apoiado pelas células da diáspora PNȚ-ista, mas favoreceu uma reaproximação com a Guarda como base para a resistência armada contínua. Esta questão criou uma cisão entre o RNC e a União dos Judeus Romenos, representada no exílio por Wilhelm Filderman.  Em casa, a cooperação entre o RNC e os Guardistas foi vilipendiada pela imprensa do Partido Comunista, que sugeriu que, como “antigo líder da antiga dissidência Guardista conhecida como ‘Cruzada do Romeno’”, o general tinha assimilado e estava a reutilizar os métodos de Codreanu.  Os membros sobreviventes da Cruzada também foram caçados pela república comunista romena. De acordo com o aviador Ion Coșoveanu, que foi prisioneiro político por muito tempo, os stelistas eram uma facção distinta na resistência anticomunista. Coșoveanu (citado pelo escritor Niculae Gheran) lembrou que, uma vez na prisão, os membros da Cruzada costumavam discutir com os rivais da Guarda de Ferro. Coșoveanu também observa que a facção Stelista aceitou em suas fileiras o poeta Radu Gyr, até descobrir que ele estava informando sobre eles para os Guardistas. 
Dem. A poesia de Bassarabeanu foi apagada da memória pública pela censura comunista, devido às crenças fascistas do autor.  Dragomir, embora formalmente alinhado com a ideologia comunista, foi investigado por um suposto envolvimento adolescente com a Cruzada.  Em meados de 1945, Talex estava em rede com o Partido Social-Democrata (PSDR), juntando-se ao seu Grupo Socialista para a Arte e Cultura  e ao seu gabinete de imprensa  (pelo menos um outro Stelist tinha-se registado no PSDR em 1946).  Com a absorção do PSDR pelo Partido Comunista, Stoenescu se uniu a Ioan Flueraș, que havia formado um Partido Socialista-Democrata dissidente, com Stonescu como secretário-geral.  Em 1946, o comunista Tudor Olaru considerou Talex, "aquele ex-líder da Cruciada Românismului", como amigo de Constantin Titel Petrescu, o socialista anticomunista, e portanto como inimigo ideológico.  Ele foi poupado das perseguições comunistas e foi visto pelas autoridades como um companheiro de viagem.  Barcaroiu seguiu o seu caminho profissional como ator de teatro e, em fevereiro de 1954, foi condecorado pela Grande Assembleia Nacional pelos seus serviços artísticos.  Da mesma forma, Cavarnali foi acolhido no Partido e depois expulso por uma comissão de revisão em 1950, juntamente com Dragomir;  passou as suas últimas décadas como editor de revistas infantis. 
No livro de memórias publicado na Romênia em 1964, I. Peltz falou brevemente sobre os compromissos políticos finais de Istrati, concluindo: "as sombras do ser enigmático [ênfase de Peltz] que foi Panait Istrati não fazem nada para alterar o valor de sua atividade e trabalho antes desses avatares estranhos. [...] Sua contribuição literária — sua contribuição literária autêntica, imaculada por manchas vagas e lamentáveis — viverá através dos tempos."  Quando Istrati foi postumamente reabilitado na década de 1970, Talex trabalhou na publicação de seus manuscritos e sua correspondência.     Conforme argumentado pelo historiador cultural Zigu Ornea, o trabalho de Talex neste campo faz questão de ofuscar a contribuição de Istrati para a Cruzada, bem como a do próprio Talex.  Embora as obras de referência agora contivessem amplos detalhes sobre a história guardista, Stelescu só foi mencionado em "uma ou duas frases". 
Na década de 1980, Talex foi autorizado a discutir ambos os aspectos, mas, como observam seus críticos, fez esforços para suprimir informações sobre as credenciais de extrema direita de Stelescu. Ao participar de um congresso literário francês em março de 1989, ele debateu a questão com o estudioso Heinrich Stiehler, que havia se referido à Cruciada Românismului como o "órgão de uma direita intelectual antissemita e xenófoba". Talex afirmou que era a revista "de gente muito jovem, cujo principal animador, Stelescu, seria assassinado pela Guarda de Ferro"; sua visão geral foi apoiada na época pelo jornalista exilado Ion Stănică, que observou que as referências à "ideologia fascista" dos cruzados foram retiradas da propaganda oficial do regime comunista.  Stiehler e Iorgulescu responderam com pesquisas sobre a propaganda stelista e, no geral, com uma analogia entre Stelescu e Ernst Röhm — que, embora vítima do nazismo, "não recebeu o estatuto de democrata". 

### Notáveis da Cruzada do Romenismo
- Constantin Barcaroiu (1935)
- Gheorghe Beza (1936)
- Vladimir Cavarnali (1935)
- Panait Istrati (Retrato de 1930 por Nina Arbore)
- Constantin Karadja (1916)
- Nicolae Rădescu (1945)
- Mihai Stelescu (1936)
- Alexandru Talex (1940)

## Ideologia

### "Confundindo os extremos"
O historiador político Stanley G. Payne descreve a Cruzada como distinta entre os grupos fascistas romenos: "uma pequena organização que buscava atingir os trabalhadores e inspirar a transformação socioeconômica".  Entre os contemporâneos, Cseresnyés via os stelistas como "o único grupo fascista [romeno] com um plano claro para o trabalho. Diz-se que este foi elaborado por Panait Istrati".  Em junho de 1936, o cruzado Hornetz descreveu todo o movimento como aderente à "linha de pensamento de Panait Istrati".  Escrevendo o panegírico de Stelescu no mês seguinte, "Iorgu Manu, trabalhador", sugeriu que Stelescu havia "aprendido com Panait Istrati que o mundo está dividido em pessoas boas e pessoas más " (ênfase de Manu). Assim, “num futuro estado cruzado”, disse [Stelescu], todos os que são guiados pela honestidade e pela verdade devem trabalhar, tanto os trabalhadores manuais como os intelectuais.  O próprio Istrati deu relatos conflitantes sobre seu papel no partido. Numa das suas cartas, onde parafraseia o programa Stelist, ele observa: “O nosso é um movimento nacional pela mudança económica, pela educação cívica e pelo combate social. Somos contra o capitalismo, a opressão e a violência.”  Num artigo de Janeiro de 1935 na Cruciada Românismului ele observa, ao contrário (ênfase de Istrati): "uma vez que evitei aquele comunismo criminoso em que acreditei brevemente, minha opção definitiva foi não aderir a nada . O que quero dizer com isso? Quero dizer que não acredito mais em nenhuma ideia, em nenhum partido, em nenhum homem . Por consequência lógica: não há nada que me determine a assumir o papel de militante de nenhuma doutrina ou programa. EU SOU O ETERNO OPONENTE. " 
Dentro do partido, sempre houve um grau de assimilação entre elementos fascistas e causas de extrema-esquerda, o que indicava a indecisão de Stelescu. Em um rascunho de carta concluído pouco antes do assassinato de Stelescu, o sociólogo Anton Golopenția, que escrevia para a revista política Dreapta ("A Direita"), avaliou que o stelismo, como o strasserismo, representava uma luta de "revolucionários permanentes" contra os mais pragmáticos "intelectuais radicais [ou] líderes em contato com os banqueiros". Ele, portanto, aconselhou Dreapta a não aceitar a oferta de colaboração de Stelescu.  Em março de 1935, Eugène Ionesco, o colunista literário de esquerda, observou que o jornal de Stelescu tinha o hábito de "confundir os extremos". Ionesco estava se referindo a  apreciação da poesia socialista de Liviu Bratoloveanu pela Cruciada Românismului.  A apropriação de ideias de esquerda tornou-se especialmente evidente após a cooptação de Beza,   e durante o envolvimento da Cruzada no escândalo internacional de Istrati. Quando divulgou pela primeira vez o seu pacto com Stelescu, Istrati especificou uma "exigência absoluta de que a Cruzada se mantivesse igualmente distante do fascismo, do comunismo e do antissemitismo dos hooligans".  Na sua primeira coluna editorial, Stelescu ridicularizou todos os uniformes políticos e, implicitamente, todos os extremos políticos, afirmando: "pode-se acreditar em algo sem vestir uma camisa colorida, tal como se pode usar uma camisa colorida sem acreditar em nada". Ele exigiu uma "frente unida" de "guerreiros destemidos", totalmente separados de todas as ideologias preexistentes.  No entanto, Stelescu havia selecionado pessoalmente camisas verdes como uniforme da Guarda de Ferro, antes que seu próprio movimento se decidisse pelo carmim. 
O grupo era totalmente contra o sistema parlamentar, mas abrigava duas correntes distintas quando se tratava de suplantá-lo. O próprio Stelescu escreveu que “a democracia nos adoece”, uma vez que resultou numa governação inepta “por uma massa de idiotas”.  O movimento encarava o liberalismo e os direitos humanos com suspeita e não com hostilidade, uma vez que, como Barcaroiu observou, eles deixavam a porta aberta ao "capitalismo e à politização".  Em janeiro de 1936, Stelescu expressou admiração pelo programa do PNȚ para reformar a Romênia em um "estado camponês", mas argumentou que o programa era inaplicável enquanto a Romênia estivesse sob um "sistema político defeituoso".  Istrati, enquanto isso, expressou opiniões divergentes. Na edição de Natal de 1934, Cruciada Românismului publicou a sua "Carta à... Direita", que chamou à democracia "pútrida", mas descreveu a ditadura como um regime doentio: "A ditadura, seja qual for a sua natureza, sinaliza que o organismo social envelheceu. É o sistema que suprime no seu adversário todos os seus meios de luta, para os tomar para seu próprio uso, como um velho que amarra um jovem robusto e depois passa a espancá-lo quando lhe convém." 
Cseresnyés também observa uma transição discursiva na política de Stelescu: "[seu discurso de abril de 1936] foi uma declaração estendida de sua fé nos direitos humanos. Stelescu, o Stelescu extremista da Guarda de Ferro de dois anos atrás, defendeu ferozmente os direitos humanos e sacrificaria sua própria vida por eles."  Seguiu-se uma guinada para a esquerda: em uma Cruciada Românismului Em um artigo publicado pouco antes de sua renúncia em setembro de 1936, Talex falou do comunismo como uma "doutrina impecável" e "a única salvação da humanidade para o futuro", mas chamou a encarnação soviética de "fascismo vermelho". Ele argumentou que a crítica de Leon Trótski ao estado soviético validou todas as profecias de Istrati sobre este assunto.  Em um manifesto da década de 1940, Ionescu-Căpățână argumentou que Talex "era o mais fraco, por ser o mais gentil", e que perdeu o controle da Cruzada devido a um ataque coordenado dos comunistas (que o chamaram de trotskista) e dos guardistas (que "tomaram o controle de seu movimento e de seu periódico"). 
Imediatamente após o artigo e a renúncia de Talex, o "comitê de liderança" da Cruzada publicou uma "carta de esclarecimento", que alegava que "três ou quatro" membros haviam sido expulsos da Cruzada como agentes provocadores. Estes tinham "procurado desacreditar o movimento, apresentando-o como apoiador do credo comunista".  Karadja emitiu agora um conjunto de ordens que reiteravam que: "O amor à pátria não é um monopólio da direita, tal como as aspirações sociais não são um monopólio da esquerda".  Karadja declarou que a "igualdade integral entre os romenos" era o objectivo final do Stelismo. As soluções que impôs foram explicitamente favoráveis ao movimento cooperativo “em todos os domínios económicos”, com ênfase na racionalização agrícola; um salário mínimo e máximo foram incluídos na sua lista de promessas, mas Karadja também defendeu o comércio livre (“a simples lei da oferta e da procura”) quando se tratava do mercado interno. 

### Influência italiana
Além do anticapitalismo, a Cruzada teve como principal característica uma forte ligação com o fascismo italiano, em oposição ao nazismo. O historiador Francisco Veiga descreve isto como sendo um reposicionamento necessário contra a "germanofilia de Codreanu" — quando a Alemanha Nazi e a Itália ainda competiam entre si no Sudeste da Europa.  A Danubian Review classificou o grupo de Stelescu como "fascista em sua ideologia", apontando que a "entrada de Istrati em suas listas" lhe deu um "caráter distintamente social fascista".  De acordo com Cseresnyés, Stelescu, como o "Strasser romeno", era "puramente fascista" em sua perspectiva: "A Cruzada luta contra o comunismo, pela consolidação da força de trabalho em uma base fascista, pelo recrutamento nas aldeias e, em menor grau, contra o clero, mas deve-se admitir que sempre usa 'métodos europeus'".  Outros historiadores também enfatizam o antinazismo da Cruzada. FL Ford também escreve que as “previsões dramáticas” de Stelescu são protestos notáveis contra a nazificação da Guarda.  De acordo com Armin Heinen, a celebração do nazismo por Codreanu como um fenômeno internacional voltou a atenção de Stelescu para Benito Mussolini como alternativa. 
A apologética Mussoliniana atingiu o pico em fevereiro de 1935, com um artigo atual na Cruciada Românismului por Tudor Ionescu. A sua publicação suscitou uma resposta fortemente crítica por parte de Istrati.  Como Talex recorda, Istrati sempre se sentiu incomodado pelas homenagens de Stelescu a Mussolini e, numa ocasião, ameaçou retirar-se da empresa comum.  Um dos seus últimos artigos, publicado postumamente em maio, fez algumas concessões, ao observar: "Entre o terror comunista e o terror fascista, este último é menos desumano e é o único que não responsabiliza a classe trabalhadora, uma vez que o fascismo não afirma qualquer pretensão de governar 'através do povo' ou 'em nome do povo'."  Stelescu tinha matizado a sua própria opinião sobre a influência italiana nesse março, quando escreveu: "O fascismo tem os seus prós e os seus contras, podemos notar ambos, admiraremos Mussolini como um grande criador que resgatou o seu país das garras do comunismo, mas isso e apenas isso. Retemos apenas uma coisa do fascismo, nomeadamente a sua experiência." 
Stelescu classificou Adolf Hitler como um "grande alemão", mas alertou que o imperialismo alemão poderia provar ser útil contra a Roménia, e que a "experiência nacional-socialista", sendo centrada na indústria, era intraduzível na Roménia, o lar de um "povo agrícola".  Heinen parafraseia a mensagem de Stelescu: "ele temia que [a Alemanha] impusesse à Romênia o status de colônia".  Entre os membros do partido, Grigore C. Gonza cumpriu pena na prisão por ter insultado o Exército romeno a partir da posição de um "defensor de Hitler".  Um artigo de Lecca de abril de 1935 insinuou "alguns atos desprezíveis" realizados pelo Partido Nazista, ao mesmo tempo que sugeria que Hitler havia conseguido provocar uma revolução nos assuntos mundiais. Ele avaliou que, ao contrário das democracias ocidentais, o regime de Hitler poderia ser confiável para proteger os romenos da invasão soviética.  Em agosto daquele ano, Stelescu teria sido convidado a participar do "congresso hitlerista" em Nuremberg, mas recusou, insistindo que seu grupo não estava "comprometido com ações de direita ou de esquerda". 
Pouco antes de sua morte, Stelescu explicou ainda que não considerava Mussolini, nem Hitler e Karl Marx, como teóricos a seguir, mas que a Cruzada ainda não se "integraria à linha média da democracia".  Também naquela época, ele foi ridicularizado por sua afirmação de que os cruzados nu sunt nici pungași de dreapta, nici de stânga ("nem fraudadores de direita, nem de esquerda" - com a implicação de que eles eram um terceiro tipo de fraudadores).  Talex afirmou o mesmo, logo após o assassinato de Stelescu: "a 'Cruzada do Romenismo' não é nem de direita nem de esquerda, e também não é democrática. É uma Cruzada do povo romeno, subjugado, espoliado, assassinado por 'apóstolos', 'capitães' e 'ditadores'."  Durante seu intervalo como líder, Karadja também afirmou que um novo bloco de "ditaduras nacionalistas" estava rompendo as últimas instituições internacionalistas, incluindo as soviéticas - com a invasão italiana da Abissínia e a Guerra Civil Espanhola como evidência dessa mudança geopolítica. 
A transição subsequente levou os cruzados sobreviventes a repensar completamente sua relação com o fascismo. Em Outubro de 1936, Gonza argumentou que o seu grupo se opunha ao surgimento de um irredentismo húngaro apoiado pelos nazis, mas também que os nacionalistas romenos e os saxões da Transilvânia de língua alemã eram aliados naturais nesta disputa.  Em novembro, Alexis Macedonski foi entrevistado pelo Il Popolo d'Italia, descrevendo a Cruzada como "uma organização anticomunista para o renascimento nacional", ainda comentando sobre suas semelhanças com a ideologia de Mussolini.  Também nesse mês, Caliga escreveu sobre o seu desencanto e o do seu partido com Mussolini, que tinha decidido apoiar o Reino da Hungria; como Caliga disse: "Ficámos com a Itália, rezando pela sua vitória [na guerra da Abissínia]. [...] E agora esta grande Itália, esta Itália eterna, com a sua voz mais autoritária, junta-se, para além do horizonte da paz, a um povo vingativo e agitado, incitando tanta discórdia".  O seu colega I. Valoda observou em Dezembro que Mussolini tinha criado um “internacionalismo negro” e que “a tirania fascista e a tirania comunista [são agora] tão cruéis”.  Num dos seus apelos finais aos colegas Stelistas, Vasile C. Dumitrescu reiterou que o grupo não estava "nem à direita, nem à esquerda, nem ao centro".  Nessa altura, a lista de princípios cruzados de Karadja incluía exigências para censurar "qualquer tipo de propaganda contra o equilíbrio interno da nossa Pátria e contra a sua diretiva nacional". Ele propôs "relações amigáveis com todos os outros países", embora ainda favorecendo as nações que "podem conceder-nos vantagens, sejam elas económicas ou políticas". 

### O "movimento espiritual" de Istrati
De acordo com o historiador literário Angelo Mitchievici: "Curiosamente, [a Cruzada] havia declarado sua dissidência e uma posição distinta dentro do movimento da Guarda de Ferro. Talvez tenha sido o status marginal e dissidente do grupo que atraiu Istrati. [...] Mesmo que, neste mesmo contexto, Panait Istrati perdure como freelancer, ele não poderia ter evitado a assimilação abusiva em uma direção que não refletisse verdadeiramente suas afinidades."  As próprias preferências políticas de Istrati estavam se voltando para o socialismo libertário e o anarquismo. Inspirada pelo gandhismo, a “Carta à... Direita” desaconselhou todas as formas de violência política.  Isso formou a base para a assimilação de Istrati por Cruciada Românismului, uma vez que, segundo Talex, "a nossa gazeta apenas interpreta e permite o político com base na sólida realidade espiritual de um indivíduo. O 'intelectual cruzado' [...] analisa e assimila a vida a um nível orgânico superior, o que supõe que ele não só cria leis e verdades, mas também que as traz para a sociedade."  Em 1936, Octav I. Goga acrescentou que a "doutrina cruzada" iria engendrar uma revolução não violenta através da "transformação interna da alma interior de alguém em bibliotecas, em laboratórios ou em estaleiros de construção."  Cseresnyés argumenta que "Stelescu e Sergiu Lecca [...] eram espiritualistas em vez de materialistas, que examinavam fenómenos externos em vez da essência das coisas". 

O próprio Istrati descreveu a Cruzada como "um movimento bastante espiritual". Segundo Ornea, esta foi uma avaliação ingénua e evidenciou o grau em que Istrati estava a ser "manipulada" por Talex.  O estudioso Jean Hormière sugere que os artigos de Istrati na Cruciada Românismului partilham das ilusões da política, incluindo os “apelos à violência, a linguagem ‘cruzada’, o culto aos grandes heróis”, sendo o seu único valor o de tipo documental.  Para os adversários de esquerda de Istrati, o envolvimento na Cruzada era em si uma prova de que Istrati era um fascista disfarçado. As alegações foram divulgadas por dois antigos colegas de Istrati no comunismo internacional, Henri Barbusse e Francis Jourdain.  Segundo essas fontes, a “literatura mercenária” de Istrati e as suas contribuições para um “jornal fascista” renderam-lhe cerca de 50.000 ₣, pagos pelas grandes petrolíferas.  No geral, os comentadores trotskistas foram mais indulgentes, descartando as inconsistências de Istrati como um sinal de sua instabilidade nervosa perene.  Istrati fez questão de responder no jornal de Stelescu, sob o título “A objetividade da imprensa comunista ‘independente’” (21 de Março de 1935).  Ele foi defendido publicamente por seu amigo, o esquerdista antissoviético Victor Serge, que descreveu o último combate de Istrati em versos:
Você se deita sobre seus recortes de jornal, como Jó sobre suas cinzas,
cuspindo silenciosamente os últimos pedaços de seus pulmões,
na cara daqueles copistas irritantes.

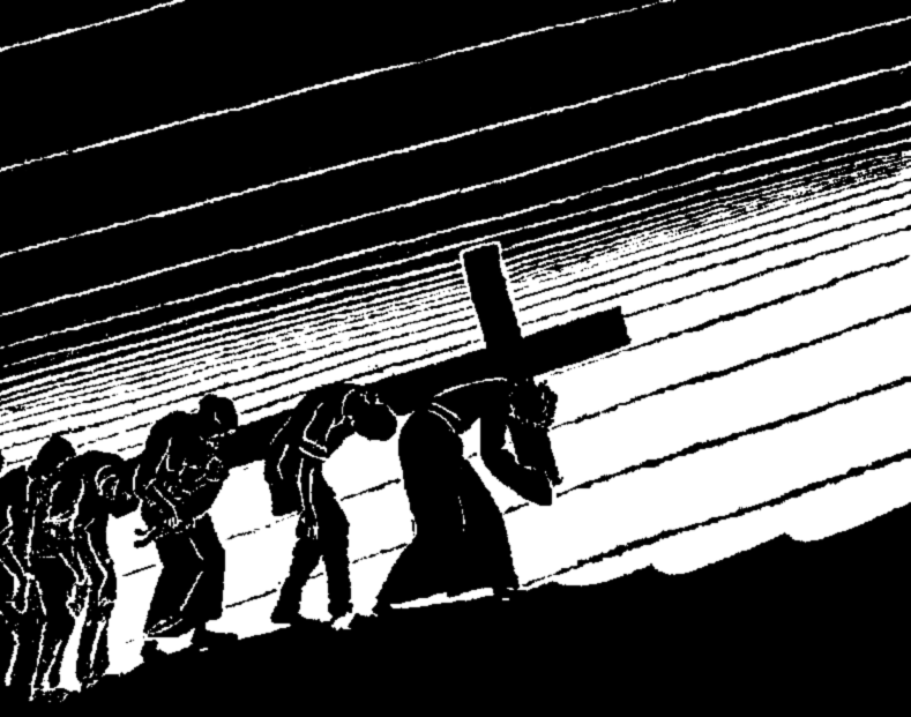
O Calvário como tarefa coletiva; Ilustração dos Cruzados, outubro de 1936

A ligação de Istrati com a Cruzada não foi seu único contato com o radicalismo de direita: ele também prometeu imprimir seu testamento político no Gringoire, um jornal da extrema direita francesa.  Contrariando as declarações de Talex, vários exegetas posteriores reanimaram o debate sobre as possíveis inclinações fascistas de Istrati. O historiador Jean-Michel Palmier inclui o nome de Istrati numa lista de "intelectuais [que] viram por um momento no fascismo a possibilidade de despertar uma Europa em crise da sua letargia". Ele está na companhia de Knut Hamsun, Ezra Pound e Wyndham Lewis.  O filólogo Tudorel Urian pergunta: "Quem é realmente Istrati: o socialista frenético que era antes de sua visita à URSS [...] ou o nacionalista de seus últimos meses, o emblema de um periódico guardista? Há algo que aqueles que o julgam raramente levam em conta: nos períodos em que flertou com o socialismo [...] e o guardismo, ambos os movimentos estavam em seus estágios românticos e idealistas. Uma vez que se deparou com as realidades brutais do regime soviético, Istrati rompeu com o socialismo e talvez seu famoso lema, je ne marche pas ['não, eu não vou morder'] teria entrado em jogo em relação aos guardistas, caso ele tivesse vivido para ver seus primeiros crimes." 

### Sobre antissemitismo e cristianismo
O escândalo Istrati toca em outro aspecto controverso das políticas Stelistas: o antissemitismo herdado da Guarda de Ferro. Stelescu enviou a mensagem em novembro de 1934, quando criticou as minorias étnicas por monopolizarem o mercado de trabalho: "Postos de trabalho nas fábricas para trabalhadores romenos, os nossos em primeiro lugar, e se sobrar alguma coisa, partilharemos de bom grado com o estrangeiro, se ele realmente precisar."  Em dezembro de 1934, Cruciada Românismului alegou que 20 dos 25 trabalhadores de colarinho branco da Fero-email em Ploiești eram "elementos estrangeiros", observando também que os jardineiros, na sua maioria romenos, tinham de suportar a miséria e as doenças.  Outro artigo, escrito por um pseudônimo chamado "Sergiu", destacou as diferenças entre os judeus religiosos, apreciados pela Cruzada, e os "judeus ateus". Ele identificou apenas o último grupo com a Internacional Comunista, bem como com o "círculo fechado de judeus que atualmente governa a Rússia", argumentando que o anticomunismo não era o mesmo que o antissemitismo.  Cruciada Românismului observou com satisfação que o nacionalismo russo estava retornando à União Soviética. Ao ler a imprensa soviética, os Stelistas observaram que as referências à Internacional e à causa do internacionalismo proletário estavam a ser descartadas, e que a Mãe Rússia estava a regressar em força. 
Num número desse mesmo período, Cruciada Românismului informou aos contribuintes que as editoras locais eram desproporcionalmente compostas por judeus romenos e recebiam fundos públicos para promover escritores judeus — nomeando Camil Baltazar, Ion Călugăru, I. Peltz, Isaia Răcăciuni e Ilarie Voronca.  Em um artigo de março de 1935 (visto por Iorgulescu como "notavelmente semiculto"), Stelescu denunciou a assimilação judaica como uma "falsa aspiração à romeno", afirmando que, "no nosso ponto de vista", a comunidade judaica como um todo era "antirromena". Por tais motivos, recusou-se a ser chamado de "antissemita", uma vez que aplicar esse rótulo a si mesmo teria introduzido uma "falsa noção"; embora condenasse a violência antijudaica como "vandalismo", também explicou que a "Questão Judaica" acabaria por ser resolvida através de uma "revolução nacional".  Nesse contexto, Lecca afirmou que Hitler tinha sido injustamente difamado por “judeus de todo o mundo”.  No geral, o jornal de Stelescu era conhecido pela sua afirmação obstinada de que os judeus eram uma raça sem raízes e desleal. 
Segundo Veiga, Istrati "suavizou o antissemitismo de Stelescu e seus seguidores, mas o Movimento [Stelista] continuou a ser de extrema direita".  Além disso, "a desilusão que sentia em relação ao comunismo soviético não conseguiu transformar Istrati em fascista; muito pelo contrário, foi ele quem influenciou Stelescu, fazendo-o renunciar, por exemplo, ao seu antissemitismo".  Em seus artigos de 1935, Istrati se apresenta exclusivamente como um inimigo da "burguesia judaica", uma classe que ele descreve como "corrupta, pseudo-humanitária, pseudo-democrática" e acusa de incitar escândalos.  Artigos de Istrati na Cruciada Românismului são mais inflexivelmente filosóficas. Um deles, "Uma Carta de Amor", deu origem a uma série de artigos sobre o assunto, escritos por Stelescu e outros cruzados.  Em seus próprios artigos, Talex respondeu pelo movimento Stelista: "Panait Istrati, você sabe do que precisamos? Um punho... A Cruzada do Romenismo tentará se tornar esse punho... Nosso antissemitismo? Exatamente igual ao seu: um antissemitismo humano. Mas também é combativo, enquanto o elemento judaico tentar estabelecer um estado dentro do nosso próprio estado, sabotando-nos em qualquer oportunidade que tiver".   Após a morte de Istrati, Stelescu explicou a Raza que não militava pela segregação dos judeus: "Na minha opinião, as raças existem no nível social científico mundial. No nível nacional, como uma realidade política e moral, existem duas categorias humanas: pessoas boas e más, conforme definidas vagamente por sua competência e moralidade."  Entre os cruzados, Karadja testemunhou em primeira mão a aplicação do terror antissemita na Alemanha dos anos 1930 e já estava tomando medidas para proteger os expatriados judeus romenos. 

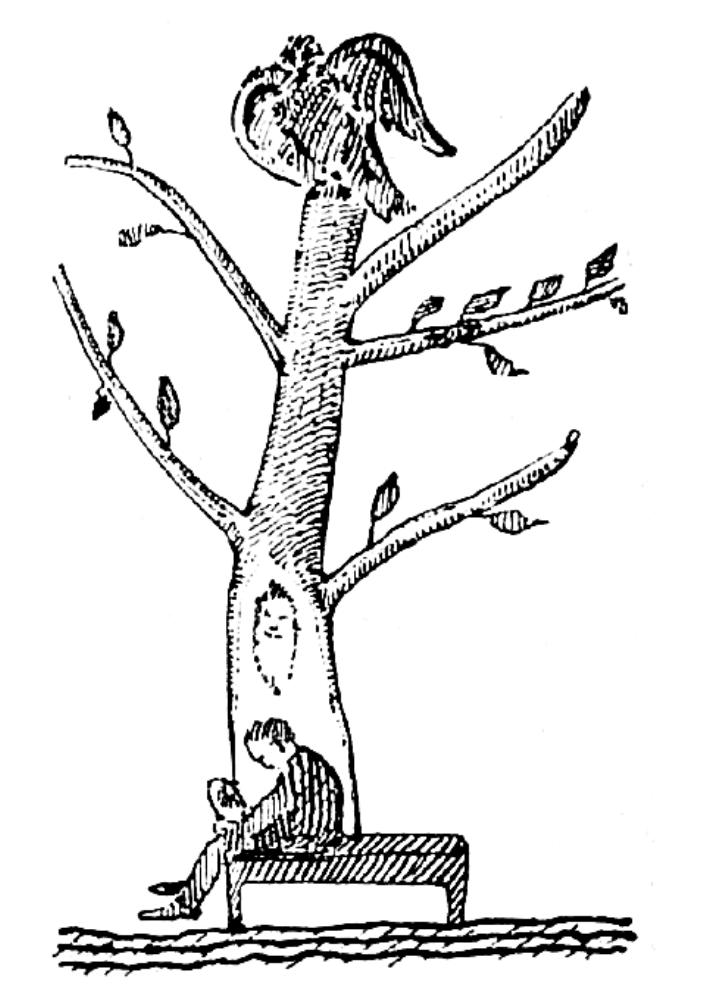
Uma visão satírica da "águia romena" como "o princípio orientador do romeno". Desenho animado de 1929 de Nicolae Tonitza

A agenda da Cruzada foi debatida entre intelectuais judeus romenos. O colega escritor Mihail Sebastian descreveu Istrati como politicamente "analfabeta" e "confusa".  Em suas palavras, "o Sr. Istrati luta hoje pela Cruzada do Romeno, buscando a fórmula do antissemitismo razoável (nem aqui nem ali), o caminho para um chauvinismo mais suave, um bom acordo entre sua vocação anárquica e um processo metódico de esmagar cabeças."  Outras figuras literárias judaicas, incluindo Josué Jéhouda, emitiram declarações em apoio à posição de Istrati.  A Cruzada pode ter contextualizado seus reflexos antissemitas dentro de um viés pró-cristão. Os documentos do Comitê Judaico Americano descrevem a Cruzada como "um grupo fascista que não tinha tendências antijudaicas", citando a declaração de Stelescu "de que ele não era um perseguidor de judeus e que, embora o seu partido fosse nacionalista, era inspirado por princípios cristãos genuínos". 
De acordo com pelo menos um relato, o doente Istrati estava em vias de se tornar um católico romano militante.  O movimento de Stelescu, que se ressentia da secularização dos assuntos públicos, expressou, ao contrário, sua admiração pela Ortodoxia Romena: "E se alguns servidores da igreja realmente transgrediram, a fé em si não é a culpada. A crença em Deus e na Cruz é uma bandeira e apoio para o nosso combate, e o símbolo da nossa vitória vindoura."  Scovarză condenou os vínculos do Codrenismo com a Ortodoxia popular, expondo o "enfraquecimento da religião e da moral" por Viorel Trifa dentro do Exército do Senhor.  Ainda em setembro de 1936, o cruzado Dumitru Corbea, que havia abandonado recentemente a Guarda de Ferro devido ao espanto com a morte de Stelescu,  repreendeu os padres ortodoxos por negligenciarem seus deveres, observando que tal comportamento estava minando a própria igreja. Como escreve Corbea: "A 'Cruzada do Romenismo' iniciou a luta para despertar as massas mistificadas, aquelas que foram desviadas por falsas variedades de cristianismo [...]. Seria, portanto, um erro sequer conceber a Cruzada como um movimento anticristão."  A Cruzada acreditava que sua missão incluía proteger os interesses cristãos contra as consequências da modernidade. Ele criticava o feminismo, observando que o próprio cristianismo havia libertado as mulheres, dado a elas status e propósito. No entanto, também afirmou que a mulher era "o anjo da guarda, sempre à sombra do homem". O feminismo, entretanto, era "igualdade no vício".  Os Stelistas também acusaram a União Soviética e os seus simpatizantes romenos (por exemplo, a equipe do jornal Cuvântul Liber) de organizarem uma campanha internacional contra o cristianismo. 

### Definindo "romenismo"
Quando Stelescu fundou suas "Águias Brancas", os nativistas de direita, os centristas e os defensores do nacionalismo de esquerda na Romênia estavam disputando o conceito de "romeno" há mais de uma década. A ideia de uma corrente ideológica nacional com esse nome foi rapidamente adotada por simpatizantes intelectuais da Guarda de Ferro, entre eles Nae Ionescu, Nichifor Crainic, Alexandru Randa, Traian Brăileanu e Mihail Manoilescu.  Um romeno alternativo, liberal e cético em relação à retórica nacionalista, estava sendo promovido pelos filósofos Constantin Rădulescu-Motru e Mircea Eliade, que exigiam a contínua ocidentalização da sociedade romena.  Esta variante foi explicitamente ligada ao movimento de Stelescu em um artigo de julho de 1936 de Grigore Filipescu. Chamou Stelescu de "desajustado romântico" e viu o assassinato como: "quarenta e cinco balas e um machado contra [ideias do] último livro do Professor Rădulescu-Motru".  Antes de ser conquistado pelo fascismo, Eliade definiu o romeno como "nem fascismo nem chauvinismo - em vez disso, o mero desejo de realizar um estado orgânico, unitário, étnico e equilibrado". 
A versão do conceito da Cruzada foi inspirada em opiniões de todos os lados do debate. Em alguns dos primeiros números da Cruciada Românismului, Stelescu estava nostálgico sobre seu tempo na Guarda e aludiu à Cruzada como uma versão intacta da ideologia guardista; nesse contexto, ele se referiu à "regeneração do romeno" como um objetivo compartilhado por todos os movimentos de extrema direita, alcançável depois que Codreanu fosse deposto.  No seu ensaio “a democracia adoece-nos”, ele propôs: “O romeno é o único credo que pode revigorar esta nação. Soluções para os seus filhos, do seu seio, dentro do seu espírito, no seu solo”.  Conforme observado por Iorgulescu, ele teve a ideia de elevar o romeno a um "totalitarismo original" e queria dar aos intelectuais a tarefa de definir e testar suas aplicações. 
O último artigo publicado de Stelescu foi uma crítica a outros ideólogos nacionalistas romenos, incluindo um antigo aliado, Alexandru Vaida-Voevod, da Frente Romena, mas também Ionescu e Octavian Goga. Eles foram acusados de hipocrisia, por terem abraçado o antissemitismo e a antimaçonaria dos Guardiões, após décadas de envolvimento com empresários judeus ou com os maçons locais.  O cruzado Emil Vora argumentou que, em seu último ano, Stelescu se tornou um seguidor ávido de Rădulescu-Motru; Vora via explicitamente seu romeno compartilhado como centrado na colaboração de classes.  De acordo com sua Cruciada Românismului, Stelescu estava lendo a obra homônima de Rădulescu-Motru no que se tornou seu leito de morte.  Um obituário escrito pelo cruzado Gh. Manolache descreveu Stelescu como especialmente favorável à classe camponesa, que formaria o núcleo de seu "Estado cruzado". Stelescu previu que as aldeias seriam edificadas por equipas de activistas políticos, incluindo educadores e agrónomos.  Segundo Manu, os cruzados estavam a recrutar as suas próprias elites sociais e políticas, mas estas foram de facto postas de lado pelo seu desejo de devolver o homem “ao barro de que o homem foi originalmente feito”. 
Conforme descrito por Talex, esta vertente do romeno era "nobre e criativa", sendo Istrati o seu principal expoente.  Quando foi apresentado pela primeira vez ao gandhismo e à Missão Ramakrishna em 1930, o próprio Istrati declarou: "Para mim, o Ocidente está morto";  Os cruzados postumamente descreveram-no como: "nascido como um vagabundo, viveu como um solitário, morreu como um romeno".  Na sua busca pela autenticidade, Cruciada Românismului também participou da campanha contra a literatura modernista. Em dezembro de 1934, hospedou uma revisão literária do acadêmico I.E. Torouțiu, que informou aos leitores que os modernistas eram estrangeiros, citando uma estatística alemã que alegava que apenas 7 em cada 400 jovens escritores eram "autenticamente alemães".  Talex, que certa vez se descreveu como um "sabe-nada" em assuntos políticos,  tinha como ídolo pessoal o historiador nacionalista Vasile Pârvan. Ele foi especialmente inspirado pela crítica de Pârvan à "literatura formalista"  e sua russofobia, ambas as quais coloriram sua leitura da obra de Istrati.  A admiração de Talex pelo "romeno" o opôs aos liberais mais cosmopolitas da época, levando aos ataques jornalísticos da Cruzada contra Eugen Lovinescu, o decano modernista do liberalismo romeno. Lovinescu (que foi professor do ensino médio de Talex)  foi chamado de "um vigarista" na Cruciada Românismului . 